# Algarheim
Algarheim là một làng nằm ở Na Uy.